# Proceso revolucionario de Quito (1809-1812)
Se conoce como proceso revolucionario de Quito a la serie de eventos ocurridos entre 1809 y 1812 en el territorio de la Real Audiencia de Quito que son considerados como la semilla de los movimientos independentistas que terminaron por conformar la actual República del Ecuador. Está constituido por los capítulos históricos conocidos como el primer grito de Independencia, la masacre del 2 de agosto de 1810, la Segunda Junta de Gobierno y el Estado de Quito.

## Antecedentes
La ciudad de Quito, como capital de la Presidencia y Real Audiencia homónimas, había sido el escenario de varias revueltas políticas y levantamientos contra los españoles, a quienes se llamaba popularmente como chapetones, durante gran parte de la dominación colonial. En 1592 los quiteños se levantaron en la llamada Revolución de las Alcabalas, causada por los impuestos de aduana que acababan de aprobarse. Otro motín conocido como Revolución de los Estancos tuvo lugar en 1765 por motivos similares. Por su parte, la población indígena también protagonizó varios motines contra la Corona a lo largo de los siglos.
La invasión napoleónica a España y la consecuente abdicación del rey Carlos IV en favor de su hijo Fernando VII, quien a su vez abdicó en favor del emperador francés Napoleón I, creó caos y confusión en España y sus colonias a partir de 1808. Mientras los Borbones se entregaron a Napoleón luego de la entrevista de Bayona, el pueblo de Madrid se sublevó, y en toda España se formaron Juntas, gobiernos locales populares que decían defender a su país y su Rey.
La Junta Suprema Central, que gobernaba en nombre de Fernando VII, funcionó a partir de septiembre de 1808 en Aranjuez y Sevilla, declaró en enero de 1809 que las colonias americanas eran parte de la nación española, dando paso, sin advertirlo, a la posibilidad de que en América se formaran juntas similares. Esta misma Junta, sin embargo, mostraría su preocupación por los nacientes movimientos independentistas y ordenaría su represión con la misma saña que luego lo haría el rey Fernando VII tras regresar al trono en 1813. No obstante, las Juntas de Gobierno de América prenderían la mecha de la independencia en toda la región.
Esta coyuntura de sucesos, el ejemplo de los propios españoles, la influencia de la Revolución francesa, de la independencia de los Estados Unidos, y las ideas de la Ilustración impartidas en Quito por Eugenio Espejo mediante la Escuela de la Concordia, inspiraron los planes quiteños para formar una Junta Soberana.

## Primera Junta de Gobierno (1810)

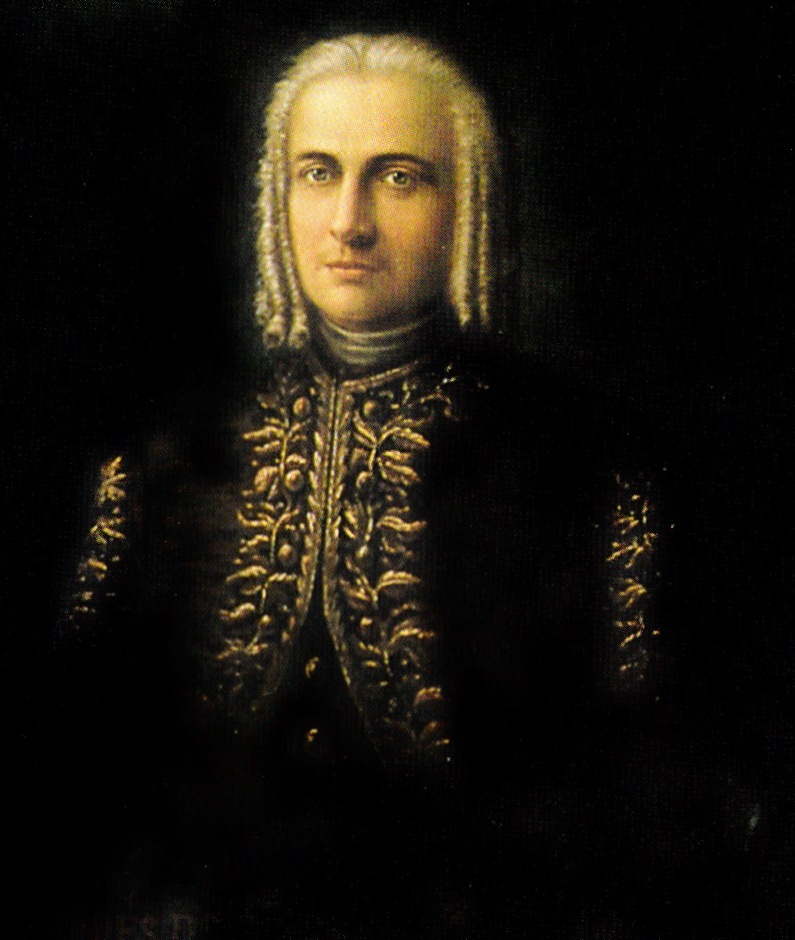
S.A.S. Juan Pío de Montúfar, presidente de la primera Junta.

La primera Junta de Gobierno Autónoma fue un gobierno ejecutivo que se creó en el territorio de la Presidencia de Quito a raíz de la invasión napoleónica a España, y que dio inicio al proceso revolucionario que se extendería hasta 1812. Esta revolución, tuvo lugar en la ciudad de Quito el 10 de agosto de 1809, después del derrocamiento de Manuel Ruiz Urriés de Castilla y Pujadas, I conde de Ruiz de Castilla, presidente de la Real Audiencia de Quito, por un grupo de sublevados que formaron una junta de gobierno provisional.
A este evento se le conoce en el Ecuador y otros países de la región como Primer Grito de Independencia Hispanoamericano, debido a que constituyó el inicio del proceso de emancipación de Latinoamérica. Además, a los gestores de este hecho se les conoce como los patriotas del 10 de agosto de 1809. De los participantes en la sonada, 32 acabaron siendo encarcelados y luego asesinados por órdenes de Ruiz de Castilla en el Motín del 2 de agosto de 1810.
Esta revolución fue liderada por un grupo de intelectuales; doctores, marqueses y criollos residentes en la ciudad de Quito, se instaló en el poder bajo la administración de quiteños y no de españoles peninsulares. Los sucesos de Quito se extendieron desde 1809 a 1812 y tuvieron amplia repercusión en toda la América Latina y fueron el germen de la independencia.

## Antecedentes

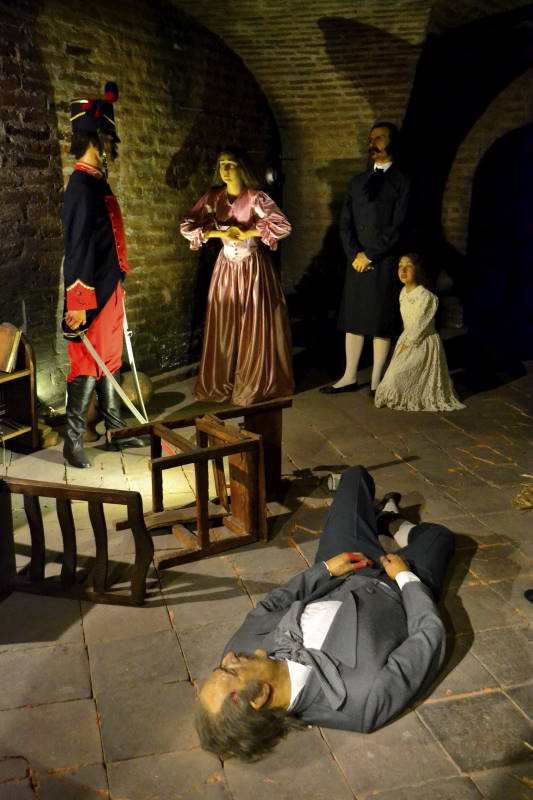
La matanza del 2 de agosto, representación en el Museo de cera

El pueblo de Quito vio afectados sus intereses por las medidas tomadas por el Gobierno colonial, al mismo tiempo que los ideales de la Ilustración y la Revolución francesa, fueron propagados por intelectuales como Eugenio Espejo y José Mejía Lequerica, que los extendieron entre todas las clases sociales de la población. La decadencia del régimen colonial español que era evidente en todo el continente, fue un detonante para intentar una sublevación contra el régimen, disfrazada bajo las llamadas máscaras de Fernando VII, en las que se fingía lealtad al rey español para evitar represiones, pero que tenían como fin lograr un gobierno autónomo. 
El 6 de octubre de 1808 el Cabildo de la ciudad de Quito recibe las noticias de la invasión napoleónica a España y las Capitulaciones de Bayona, por las que Fernando VII abdicó la corona en el emperador francés Napoleón Bonaparte. Este tema se discutía con frecuencia en varias reuniones a las que asistían tanto los nobles locales, como intelectuales liberales influidos por la Ilustración.
El más conocido entre estos capítulos es el llamado Complot de Navidad, que tuvo lugar el 25 de diciembre de 1808 durante una reunión efectuada en la Hacienda Chillo-Compañía, propiedad de Juan Pío Montúfar, II marqués de Selva Alegre. En ella los invitados discutieron los acontecimientos que estaban sucediendo en España con motivo de la invasión napoleónica, así como la crisis socioeconómica que vivía gran parte de la Audiencia a causa de las reformas borbónicas, todo ello con planes autonomistas para Quito.
El 22 de febrero de 1809, Pedro de Montúfar, que ejercía como alcalde de Quito, recibió varias cartas de la Junta Central Suprema en las que se solicitaba que el Cabildo demostrase la fidelidad de la ciudad al depuesto rey Fernando VII, enviando cartas al virrey de Nueva Granada y a los Infantes de España; por ello el 17 de marzo se acordó el reconocimiento a la Junta Central como representante de la autoridad del Rey hasta que se consiga su restablecimiento en el trono, así como una ceremonia religiosa en la Catedral donde el Cabildo, el tribunal de la Real Audiencia y el cuerpo militar, jurasen dicha lealtad.
Sin embargo, el Complot de Navidad con planes autonomistas para Quito, salió a la luz pública los últimas días de febrero, cuando fue denunciado a los españoles por unos sacerdotes mercedarios a los que el coronel Salinas había hecho partícipes del plan buscando apoyo de esa congregación religiosa. El presidente Manuel Ruiz Urriés de Castilla ordenó apresar a Juan de Dios Morales, Nicolás de la Peña, el cura José Riofrío, el mismo Salinas y otros asistentes a la reunión decembrina; aunque luego tuvo que liberarlos por falta de pruebas, ya que los expedientes del proceso fueron extraídos de la oficina del secretario que lo llevaba.
Ante lo que las autoridades españolas de la Presidencia consideraban ya una tentativa innegable de sublevación de los quiteños, estas enviaron un comunicado al Cabildo que fue leído el 25 de abril, en el que se refiere a la reunión de diciembre en la hacienda del Marqués de Selva Alegre como «una Junta que se ha supuesto iba a entablarse contra el Gobierno actual» y se solicitaba que se detenga, denuncie e investigue estos movimientos que manchaban la imagen de lealtad de la ciudad.
El borrador del Acta Revolucionaria fue preparada entre el 7 y 8 de agosto de 1809 en la residencia del barrio de San Marcos propiedad de Francisco Javier Ascázubi. Con el pretexto de la celebración del santo de Lorenzo Romero, hijo del prócer Francisco Romero, organizaron una reunión en casa de Manuela Cañizares al día siguiente, durante la noche del 9 a la madrugada del 10 de agosto de 1809 Decidieron reunirse un grupo conformado por nobles criollos, doctores, marqueses con el objetivo de organizar una junta suprema de gobierno. En esta junta se designó a Juan Pío Montufar Marqués de Selva Alegre como Presidente, el obispo Cuero y Caicedo como vicepresidente, en el despacho del Interior a Juan de Dios Morales, en el de Gracia y Justicia a Manuel Rodríguez de Quiroga y en el de Hacienda a Juan Larrea.

## El 10 de agosto

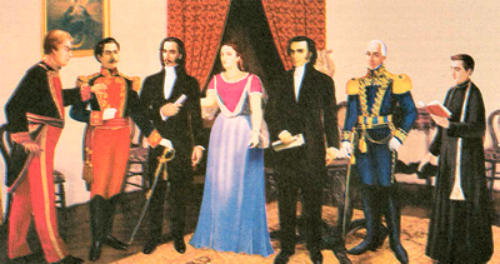
Reunión de los próceres en la casa de Manuela Cañizares. Óleo sobre lienzo, autor desconocido (inicios del siglo XX).

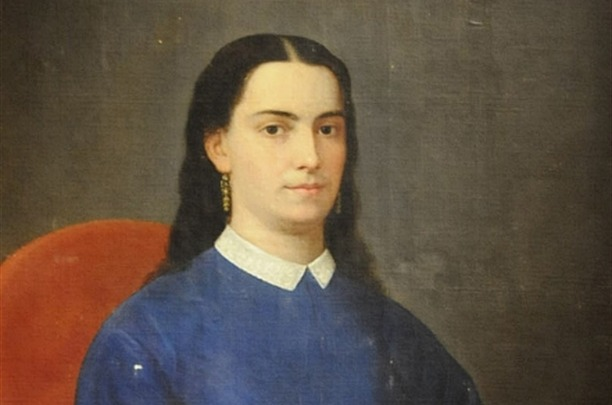
Manuela Cañizares.

En la mañana del 10 de agosto de 1809 los patriotas sorprendieron a los comandantes españoles de la guarnición de Quito y sitiaron el Palacio Real, actual Palacio de Carondelet, con el fin de entregar al conde Ruiz de Castilla, quien era el presidente de la Real Audiencia, el oficio mediante el cual se le había cesado de sus funciones. El apoyo de los 177 soldados de la guarnición colonial fue clave para el triunfo de la revuelta, ya que plegaron a ella sin que se produjeran enfrentamientos armados. La tropa se formó en la Plaza de la Independencia, al mando de Salinas, cerca de las cinco de la mañana. 
El doctor Antonio Ante se presentó, según relata el historiador Pedro Fermín Cevallos, en el Real Palacio antes de las seis de la mañana y exigió que despertaran al presidente de la Real Audiencia, para entregarle el siguiente oficio:

"El actual estado de incertidumbre en que está sumida la España, el total anonadamiento de todas las autoridades legalmente constituídas, y los peligros a que están expuestas la persona y posesiones de nuestro muy amado Fernando VII de caer bajo el poder del tirano de Europa, han determinado a nuestros hermanos de la presidencia a formar gobiernos provisionales para su seguridad personal, para librarse de las maquinaciones de algunos de sus pérfidos compatriotas indignos del nombre español, y para defenderse del enemigo común. Los leales habitantes de Quito, imitando su ejemplo y resueltos a conservar para su Rey legítimo y soberano señor esta parte de su reino, han establecido también una Junta Soberana en esta ciudad de San Francisco de Quito, a cuyo nombre y por orden de S. E. el Presidente, tengo a honra el comunicar a US. que han cesado las funciones de los miembros del antiguo gobierno.- Dios, etc.- Sala de la Junta en Quito, a 10 de agosto de 1809.- Juan de Dios Morales, Secretario de lo Interior"

Esta supuesta muestra de fidelidad al rey es una estrategia conocida como la máscara de Fernando VII, que fueron una estrategia militar en la que supuestamente se juraba lealtad al rey, pero tenían el único fin de lograr la autonomía sin temor a represalias.
La revolución ejecutada el 10 de agosto de 1809 no dejó dudas sobre el carácter autonomista y liberador del movimiento patriota. Sin embargo, en la misma época, tampoco quedaban dudas de que el movimiento de aquellos criollos patriotas se inspiraba en el pensamiento ilustrado inculcado por Eugenio Espejo (1747-1795) y que, sobre todo, al asumir como suyo el principio de soberanía popular y de representación del pueblo, ejecutaba un acto revolucionario que, en última instancia, movilizaba un proyecto autonomista.
El júbilo popular fue inmenso, destaca Pedro Fermín Cevallos:

"A las seis de la madrugada se vio que en la plaza mayor se formaba una gran reunión de hombres, frente al Palacio de Gobierno, y se oyó muy luego una prolongada descarga de Artillería, repiques de campana y alegre bullicio de los vivas y músicas marciales."

Se formó entonces la Junta Soberana de Quito bajo el liderazgo de Juan Pío Montúfar marqués de Selva Alegre; quienes tomaron posesión de la administración de la Audiencia en la sala capitular de San Agustín, el día 16 de agosto.
En consideración a su edad y a que vivía en el Palacio Real, se dejó a Ruiz de Castilla permanecer en él, pero Pedro Fermín Cevallos destaca la prisión de los siguientes funcionarios coloniales:

"el Regente de la Real Audiencia, Bustillos; el Asesor general, Mansanos; el Oidor Merchante, el Colector de rentas decimales, Sáenz de Vergara; el Comandante Villaespeso, el Administrador de Correos, Vergara Gabiria y algunos, aunque pocos, militares sospechosos."

## La Junta

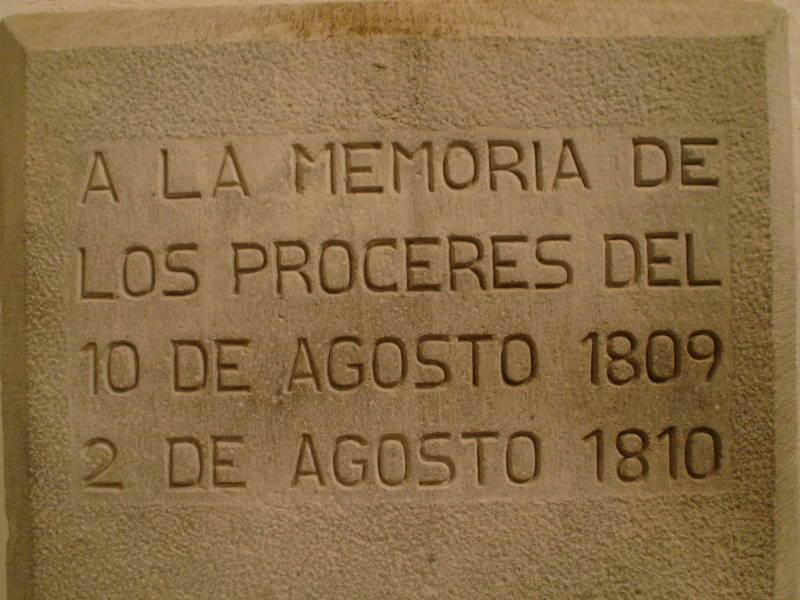
Placa conmemorativa en el convento de San Agustín

La Junta de Gobierno se titulaba suprema y debía mandar a la Provincia de Quito, y a las de Guayaquil y Popayán; si voluntariamente querían unirse. Se atribuyó el tratamiento de majestad, pues pretendía representar al Rey, dio a su presidente el de alteza serenísima y a sus miembros el de excelencia. 
Sobre por qué los quiteños adoptaron estos tratamientos, explica Pedro Fermín Cevallos:

"A la Junta debía darse el tratamiento de Majestad, como tres años después dieron los españoles a las Cortes de España; al presidente el de Alteza serenísima y a cada uno de los miembros el de Excelencia. En la inocente ignorancia en que habían nacido y vivido nuestros padres no comprendieron que, fuera de la ridiculez con que imitaban los insustanciales títulos del gobierno que acababan de echar por tierra, no eran tampoco los mejores para contentar al pueblo inteligente, sin cuya cooperación no podía afianzarse el nuevo. Verdad es que ellos no fueron los únicos de los colonos que se ocuparon en tales farsas, pues los chilenos incurrieron también en igual tratamiento, y más tarde el Congreso de Santafé, compuesto de los diputados de esta provincia."

A pesar de ello, la Junta trazó los primeros bosquejos de la República ecuatoriana, creando sus primeras instituciones, como el Poder Ejecutivo, el Poder Legislativo, el Poder Judicial y las Fuerzas Armadas. El Diez de agosto contó con masivo apoyo popular, pues cada uno de los barrios de la capital nombró nueve diputados al congreso, que fueron en su mayoría los propios nobles quiteños, como los marqueses de Solanda, Villa Orellana, y Miraflores y profesionales ilustrados como Manuel Zambrano, Manuel de Larrea y Jijón y Manuel Matheu, quienes conformaron por primera vez el Poder Legislativo ecuatoriano. 
Los diputados de la ciudad reunidos en este congreso nombraron también los primeros ministros del Poder Ejecutivo del Estado ecuatoriano: Juan de Dios Morales para Negocios extranjeros y de la Guerra; Manuel Quiroga para Gracia y Justicia y Juan de Larrea para Hacienda. Como secretario particular de la Junta se nombró a Vicente Álvarez. En el mismo documento se fijaron los sueldos de los nuevos funcionarios: el presidente seis mil pesos de sueldo anual, dos mil cada vocal-ministro y mil el secretario particular. Los diputados reorganizaron la guarnición colonial de Quito creando una falange de tres batallones de infantería bajo el mando del coronel Juan de Salinas y del teniente coronel Juan Pablo Arenas, y decretó un alza salarial del 30 % para todos los soldados. 
Como una de las principales funciones de la Real Audiencia era la administración de justicia, la Junta la reemplazó con una alta corte, a la que llamaron Senado, compuesta por dos salas: una Civil y otra Criminal, integradas por seis senadores-jueces y presidida por un gobernador (la Civil) y por un regente (la Penal). Ambas salas contaban con fiscales. Por primera vez en la justicia ecuatoriana, la junta ordenó nombrar un protector general de indios, con rango de senador-juez, cargo que recayó en Tomas Arrechaga. Se mantuvo en su cargo al Alguacil Mayor de la Real Audiencia. 
Los diputados advertían que los encargos eran prácticamente obligatorios, pues quienes se negaren a participar serían tenidos "por mal patriotas y vasallos y excluidos de todo cargo público".
Para honrar a quienes dieran servicios distinguidos al nuevo Gobierno, se creó la condecoración de la Orden Nacional de San Lorenzo, vigente en Ecuador hasta la actualidad. 
Aunque en horas de la mañana el doctor Antonio Ante se había presentado ya en el Palacio de la Audiencia para informar a Ruiz de Castilla de su destitución, se le dirigió nuevamente un oficio, informándole que se había constituido la Junta y que esta debía funcionar en el Palacio, por lo que le pedían les permita el acceso a la Sala Principal, en donde se realizó una ceremonia de saludo de las corporaciones y se firmó al Acta del Diez de agosto.
Ya desde el 10 de agosto, cuando la Junta publicó un Manifiesto al Pueblo, se dejaba claro que, aunque el levantamiento era en nombre del Rey, no es menos cierto que el pueblo estaba cansado de los abusos de los gobernadores y burócratas españoles (mostrando claramente que esta lealtad se trataba de una estrategia):

"Los dulces y pacíficos preceptos de su Religión Santa, el innato amor a sus Reyes y una larga costumbre los ha conservado sumisos y obedientes, en medio del despotismo subalterno más ignominioso, sin atreverse a registrar sino temblando sus profundas heridas y precisados a manifestar en sus semblantes un contento que no podía estar en sus corazones".

En el manifiesto, la Junta denunciaba que antes del Diez de agosto Ruiz de Castilla ya había detenido "a cinco de sus vecinos más nobles" y que tenía previsto ejecutar a 14 más, solo por el delito de tener "el pensamiento de no sujetarse nunca a Bonaparte y el haber hecho planes para este digno objeto". Al mismo tiempo, los patriotas desconocen la legitimidad del presidente de la Real Audiencia, ya que "la mayor parte de los que le mandan son hechuras del infame Manuel Godoy; la execración del género humano" y le reprochan haber ordenado corridas de toros en honor de los Bonaparte. El manifiesto termina con estas palabras: 

"Juramos a la faz de todo el mundo la verdad de lo expuesto. Hombres buenos e imparciales, de cualquier Nación que seáis, juzgadnos. No os tememos ni debemos temeros".

Los patriotas adoptaron como bandera un pendón rojo con un aspa blanca, para indicar su oposición a España, cuya bandera militar era blanca con el aspa roja de San Andrés o aspa de Borgoña; el emblema fue utilizado por los patriotas quiteños que resistieron el contrataque español en 1812 y fue capturada por las tropas realistas de Toribio Montes y Sámano en la Batalla de Ibarra de diciembre de aquel año. Durante buena parte del siglo XX, por un error en la transcripción del parte de la Batalla de Ibarra, se pensó que el pabellón quiteño había sido totalmente rojo, sostenido en un "asta" blanca. Con ocasión de las celebraciones del Bicentenario del Diez de agosto, se usó la bandera correctamente representada y se aclaró masivamente el error.
Tan pronto se conocieron los sucesos del Diez de agosto, los gobernadores españoles de Guayaquil y Cuenca respondieron con la brutalidad habitual en la época:

"Particular actuación contrarrevolucionaria tuvieron, en Cuenca, el Gobernador Melchor de Aymerich (quién años después vencería a los quiteños y sería nombrado presidente de la Real Audiencia, para ser finalmente derrotado por Sucre en el Pichincha) y el Obispo Andrés Quintián Ponte, en contraste con el Obispo José Cuero y Caicedo de Quito, y en Guayaquil, el Gobernador Bartolomé Cucalón y Sotomayor, adoptó severas medidas de represalia. Se ordenó a Francisco Baquero, en Bodegas (Babahoyo), que apresara a todos los quiteños que bajaran de la Sierra, como en efecto se hizo, con secuestro y remate de todos sus bienes, que se les condujera a Guayaquil con grilletes y que se les encerrara en mazmorras. Rigor especial se tuvo con los presos enviados por Aymerich desde Cuenca, a los que encerró con cepos y grilletes, al extremo de que uno de ellos, Joaquín Tobar, Interventor de Correos de Cuenca, murió "con los grilletes puestos".

### Diputados y electores

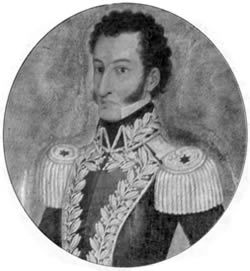
Manuel Matheu y Herrera, representante de San Marcos.

La siguiente tabla muestra los nombres de los electores de cada barrio y sus representantes ante la Junta de Gobierno:
| Barrio                   | Electores (pueblo soberano)                                                                                      | Representantes                                                                   |
| ------------------------ | --- | -------------------------------------------------------------------------------- |
| Del Centro o la Catedral | Manuel Angulo Antonio Pineda Manuel Cevallos Joaquín de la Barrera Vicente Paredes Juan Ante y Valencia          | Juan Pío Montúfar (Marqués de Selva Alegre) Felipe Carcelén (Marqués de Solanda) |
| San Sebastián            | Nicolás Vélez Francisco Romero Juan Pino Lorenzo Romero Manuel Romero Miguel Donoso                              | Manuel Zambrano (Regidor del Ayuntamiento)                                       |
| San Roque                | José Rivadeneira Ramón Puente Antonio Bustamante José Álvarez Diego Mideros Vicente Melo                         | Jacinto Sánchez de Orellana (Marqués de Villa Orellana)                          |
| San Blas                 | Juan Coello Gregorio Flor de la Bastida José Ponce Mariano Villalobos José Bosmediano Juan Inurrigaro y Bonilla  | Manuel de Larrea y Jijón (luego nombrado Marqués de San José)                    |
| Santa Bárbara            | Ramón Maldonado y Ortega Luis Vargas Cristóbal Garcés Toribio de Ortega Tadeo Antonio Arellano Antonio de Sierra | Mariano Flores de Vergara (Marqués de Miraflores)                                |
| San Marcos               | Francisco Javier de Ascázubi José Padilla Nicolás Vélez Nicolás Jiménez Francisco Villalobos Juan Barreta        | Manuel Matheu y Herrera (hijo de los Marqueses de Maenza)                        |

### Conformación del Gobierno
La conformación de las autoridades y cargos dentro de la Junta fue la siguiente:
| Retrato                      | Nombre                                                                         | Cargo                                                | Tratamiento                     |
| Gobierno Ejecutivo           | Gobierno Ejecutivo                                                             | Gobierno Ejecutivo                                   | Gobierno Ejecutivo              |
| ---------------------------- | ------------------------------------------------------------------------------ | ---------------------------------------------------- | ------------------------------- |
|                              | Juan Pío Montúfar Marqués de Selva Alegre                                      | Presidente                                           | Su Alteza Serenísima            |
|                              | Felipe Carcelén Marqués de Solanda                                             | Vicepresidente                                       | Su Excelencia                   |
|                              | Vicente Álvarez                                                                | Secretario                                           | Su Señoría                      |
|                              | Juan de Dios Morales                                                           | Ministro de Negocios extranjeros y Guerra            | Su Excelencia                   |
|                              | Manuel Rodríguez de Quiroga                                                    | Ministro de Gracia y Justicia                        | Su Excelencia                   |
|                              | Juan de Larrea                                                                 | Ministro de Hacienda                                 | Su Excelencia                   |
| Mando del Ejército           |                                                                                |                                                      |                                 |
|                              | Juan de Salinas                                                                | Jefe de la Falange armada                            | Su Señoría, el Coronel          |
|                              | Juan Pablo Arenas                                                              | Auditor General de Guerra                            | Su Señoría, el Teniente Coronel |
| Senado (Sala de lo Civil)    |                                                                                |                                                      |                                 |
|                              | Javier de Ascázubi                                                             | Gobernador del Senado Regente de la Sala de lo Civil | Su Usía Ilustrísima             |
|                              | Pedro Jacinto Escobar                                                          | Decano                                               | Su Usía Ilustrísima             |
|                              | Mariano Merizalde                                                              | Fiscal                                               | Su Señoría                      |
|                              | Pedro Quiñónez Marqués de Miraflores                                           | Senador                                              | Su Señoría                      |
|                              | José Salvador                                                                  | Senador                                              | Su Señoría                      |
| Senado (Sala de lo Criminal) |                                                                                |                                                      |                                 |
|                              | Felipe Fuertes Amar                                                            | Regente de la Sala de lo Criminal                    | Su Señoría                      |
|                              | Luis Quijano                                                                   | Decano                                               | Su Usía Ilustrísima             |
|                              | Francisco Xavier de Salazar                                                    | Fiscal                                               | Su Señoría                      |
|                              | José del Corral Antonio Tejada Salvador Murgüeitio Bernardo de León y Carcelén | Senadores                                            | Su Señoría                      |
| Senado (Salas especiales)    |                                                                                |                                                      |                                 |
|                              | Tomás de Aréchaga                                                              | Protector General de Indios                          | Su Señoría                      |
|                              | Antonio Solano de la Sala                                                      | Alguacil Mayor                                       | Su Señoría                      |

### Intento de expansión
Inicialmente la Junta había considerado entre sus proyectos el organizar un ejército de dos mil hombres para defender la ciudad de Quito. Los revolucionarios solicitaron ayuda a los territorios de Cuenca, Guayaquil y Popayán, pero éstos se negaron al enterarse de la campaña que acababa de emprender el virrey del Perú José Fernando de Abascal en contra de la sonada, dejando solos a los quiteños, que contaban con apenas 800 fusiles, y debieron enviar 2000 hombres (solo 200 o 300 armados con fusiles, el resto con lanzas y sables) capitaneados por un inexperto  Francisco Javier de Ascázubi, a tomar Pasto y Popayán, pero la mayoría de sus tropas desertaron y Ascázubi sería apresado por los pastusos.
Los quiteños terminaron rodeados por realistas tanto al norte como al sur, y sufrieron serias dificultades para alimentarse, por lo que fueron fácilmente vencidos por un ejército de cinco mil realistas limeños y neogranadinos que avanzaron arrasando todo a su paso, con el apoyo de Pasto, Guayaquil y Cuenca.

#### Cuenca
Juan de Salinas comprometió al sargento mayor Mariano Pozo, riobambeño de 36 años de edad, para que propagara las ideas independentistas en Cuenca, lugar al que debía viajar con una escolta de catorce soldados para relevar a los que estaban en esa urbe. Los delegados secretos llegaron el 8 de agosto y se entrevistaron con el capitán Francisco García-Calderón sobre los aprestos revolucionarios.
La noticia de los hechos sucedidos en Quito la madrugada del 10 de agosto, fueron conocidos en Cuenca varios días después debido a que Blas Santos, encargado del servicio postal, llevó la nueva al interventor de la Renta de Correos Joaquín Tovar. En esos mismos días, una carta enviada a Mariano Pozo desde Quito fue requisada por José Neyra y Vélez, que la entregó al gobernador Melchor de Aymerich, quien a su vez pidió a Francisco García-Calderón que le cediera los dineros públicos que tenía a su cargo, con el pretexto de levantar tropas e iniciar la marcha sobre la provincia rebelada, pero como no presentó las respectivas libranzas legales, este se negó.
Mientras tanto, Aymerich había mandado a desarmar la escolta disponiendo la prisión del sargento Pozo y de otros vecinos, a quienes acusó de revolucionarios por simples chismes y delaciones. El 24 de agosto, mientras el alcalde Fernando Guerrero de Salazar y el capitán García-Calderón almorzaban juntos en casa de este último, fueron detenidos por el teniente Manuel Rodríguez y Villagómez, que los condujo a un Cuartel hasta el 5 de septiembre, fecha en que fueron remitidos a Guayaquil.

### Represión española y caída
Las autoridades coloniales cercanas a Quito, desde el primer momento, consideraron que la Junta Soberana era una sublevación independentista y se apresuraron a reprimirla a sangre y fuego. A ningún funcionario español de la época convencieron las declaraciones de fidelidad al rey Fernando VII. 
Poco ayudaron circulares como esta, que envió Quito a los cabildos de las ciudades más cercanas, hablando claramente de conceptos prohibidos por los españoles, como patria, libertad e independencia:

"Quito, Agosto 13 de 1809.- A los Señores Alféreses, Corregidores y Cabildos que existen en los asientos, villas y ciudades.- S. E. El Presidente de Estado, de acuerdo con la Honorable Junta y los Oidores de audiencia en pública convención, me han instruido que dirija a US. una circular en la que acredite y haga saber a todas las autoridades comarcanas que, facultados por un consentimiento general de todos los pueblos, e inspirados; de un sistema patrio, se ha procedido al instalamiento de un Consejo central, en donde con la circunspección que exigen las circunstancias se ha decretado que nuestro Gobierno gire bajo los dos ejes de independencia y libertad; para lo que han convenido la Honorable Junta y la Audiencia nacional en nombrar para Presidente a S. E. el señor marqués de Selva Alegre, caballero condecorado con la cruz del orden de Santiago. Lo comunico a US. para que en su reconocimiento se dirijan por el conducto ordinario letras y oficios satisfactorios de obediencia, después de haber practicado las reuniones y juntas, en las capitales de provincia y pueblos que sean convenientes; y fechas que sean se remitan las actas."

Al mismo tiempo, solo las ciudades más cercanas, como Ibarra, Ambato y Riobamba, se sumaron al movimiento quiteño, mientras que Guayaquil se mantuvo leal al rey y sus autoridades pidieron al virrey del Perú el bloqueo de la costa ecuatoriana para asfixiar a Quito. 
Desde Bogotá y Lima, los virreyes españoles despacharon con suma urgencia tropas para sofocar a la Junta Soberana. En Popayán, el alférez real Gabriel de Santacruz contestó lo siguiente:

"Considerando que arbitrariamente se han sometido los revoltosos quiteños a establecer una Junta sin el previo consentimiento de la de España, y como se nos exige una obediencia independiente de nuestro Rey Don Fernando VII, por tan execrable atentado y en defensa de nuestro monarca decretamos: Art. único. Toda persona de toda clase, edad y condición, inclusos los dos sexos, que se adhiriese o mezclase por hechos, sediciones o comunicaciones en favor del Consejo central, negando la obediencia al Rey, será castigado con la pena del delito de lesa majestad".

En Guayaquil, la opinión también fue contraria a la revolución de Quito. Solo la familia del futuro presidente Vicente Rocafuerte fue invitada por Montúfar y Morales a dar un golpe similar en el puerto, pero el gobernador Cucalón apresó a Rocafuerte y a su cuñado, Jacinto Bejarano, antes de que pudieran actuar. Bejarano era medio hermano de uno de los próceres, Juan Pablo Arenas. Así, poco a poco Quito empezaba a sentir la presión de los ejércitos realistas sobre sus hombros:

"El envío de tropas desde el Norte (de Panamá, Bogotá, Popayán, Pasto y Barbacoas) y desde el Sur (de Lima, Guayaquil y Cuenca), el bloqueo de la costa por parte del Virrey del Perú, General José Fernando Abascal y Sousa, Marqués de la Concordia, era esta la difícil situación de Quito, asediada por estas fuerzas, sin sal, sin armas suficientes y sin pertrechos, originaron el debilitamiento de la Junta.

Desesperado, Montúfar remitió al puerto de Esmeraldas una carta para que se la entreguen a cualquier buque inglés, pidiendo el apoyo de Gran Bretaña para la Junta Soberana. La carta, dirigida "al Gabinete de San James y al augusto monarca de los mares", dice:

"pido como Presidente y a nombre de la Junta Suprema Gubernativa, armas y municiones de guerra que necesitamos, principalmente fusiles y sables... Apetece íntimamente esta Suprema Junta la más estrecha unión y alianza con su inmortal nación y la tranquilidad de nuestro comercio con ella".

Lamentablemente, el apoyo británico a la independencia hispanoamericana se materializaría muchos años después. 
Enterado de los hechos de Quito el virrey de la Nueva Granada, Antonio Amar y Borbón, se reunió con los notables de Bogotá, para auscultar sus criterios. Los monárquicos le advirtieron del peligro que significaba la revolución quiteña, mientras que los criollos le insinuaron que formara una Junta Soberana. La reunión le sirvió para convencerse del peligro de una revuelta similar en la capital del virreinato, por lo que reforzó la seguridad en Bogotá y despachó hacia Quito 300 soldados para aplastar a la Junta Soberana. 
Los quiteños no obtuvieron apoyo de los pueblos cercanos. El 6 de octubre, un presionado Montúfar obligó a Ruiz de Castilla a abandonar el Palacio Real, donde vivía, y lo confinó en una quinta en Iñaquito, en las afueras de la capital.
La personalidad débil de Montúfar le hizo flaquear. Así la describió el historiador Pedro Fermín Cevallos:

"Don Juan Pío Montúfar, marqués de Selva Alegre, hijo de otro del mismo nombre y título que gobernó la presidencia desde 1753 hasta 1761, y que se había casado en Quito con doña Teresa Larrea; era un hombre de fina educación, de cortesanía y acaudalado, con cuya riqueza, liberalidades, servicios oficiosos y maneras cultas se había granjeado el respeto y estimación de todas las clases. Si como titulado e hijo de español había sido partidario de Fernando VII y decidido por su causa, como americano lo era más todavía de su patria que no quería verla ni en poder de los Bonapartes ni dependiente de la junta central de España, la oficiosa personera de la Presidencia. Pero asimismo, si como promovedor principal y arrojado partidario de la revolución se mostró muy aficionado a esta, mostrose más aficionado todavía a su propia persona e intereses particulares, pues, nacido y educado como príncipe, no tenía por muy extraño ni difícil seducir a sus compatriotas con el brillo de la púrpura, y encaminarlos, aunque independientes, bajo la misma forma de gobierno con la cual ya estaban acostumbrados. Quería, cierto, una patria libre de todo poder extranjero, a la cual había de consagrar sus afanes y servicios generosos, pero acaudillada por él o bajo su influjo, sin admitir competencias, gobernada en fin por su familia, sean cuales fueren las instituciones que se adoptaran, ni pararse en que habían de ser precisamente las monárquicas. Quería sobre todas las cosas, la independencia, y a fe que había acierto en este principio, puesto que con independencia recuperaba la patria su dignidad. El carácter del marqués, flaco por demás, contrastaba con sus fantásticos deseos, y carácter y deseos juntamente le llevaron dentro de poco a la perdición de sus merecimientos y fama."

Aunque se le considera sincero entusiasta de la independencia, no tuvo el liderazgo suficiente para continuar la lucha. El 12 de octubre de 1809 renunció a la presidencia, que recayó en otro aristócrata, José Guerrero, conde de Selva Florida. Pero la Junta tenía en sí misma el germen de su fracaso:

"Hombres acaudalados y mansos por demás; letrados que pensaban gobernar el pueblo por las reglas del derecho civil, y paisanos que, hechos soldados de la noche a la mañana, habían de sostener la guerra que de seguro iban a levantar los antiguos gobernantes, si no por las mismas reglas, por los principios más humanos y clementes; no debían ni podían durar otro tiempo que el absolutamente necesario para que los enemigos pudieran concertarse, reunirse y asomar por las fronteras de la provincia."

Finalmente, aislada y bloqueada, el 24 de octubre de 1809 la Junta no tuvo otra opción que devolver el mando al conde Ruiz de Castilla, negociando con él que no se tomarían represalias y permitiendo el ingreso a la ciudad sin resistir de las tropas coloniales de Lima y Bogotá.

## Persecución de los miembros de la Junta
Ruiz de Castilla se mostró contento de que le devolvieran "el mando que me confió la piedad del rey", pero en el marco de una junta provincial, obediente al virrey de la Nueva Granada y a la Junta Central de España. El viejo Conde retornó a su Palacio el 25 de octubre, entre los vítores de sus simpatizantes. En la cercana Ambato, el ejército de Melchor de Aymerich, con 2200 soldados se preparaba para ingresar a Quito. Pero Ruiz de Castilla le ordenó a Aymerich retonar con su ejército a Cuenca, mientras esperaba la llegada de 700 hombres procedentes de Guayaquil, al mando de Manuel de Arredondo, un oficial español hijo de uno de los virreyes del Río de la Plata, Nicolás Antonio de Arredondo. En total, los españoles tenían una fuerza militar de 3500 hombres sitiando Quito, por lo que Ruiz de Castilla simplemente disolvió la Junta, y restableció solemnemente la Real Audiencia de Quito, faltando a su palabra de manera escandalosa. 
Luego persiguió y encarceló a los cabecillas del 10 de agosto, obligando a los otros miembros a huir y esconderse. Con la ciudad ocupada por el Ejército colonial de Arredondo, Ruiz de Castilla ordenó a la Audiencia el inicio de procesos penales contra todos los patriotas, que fueron detenidos en su mayoría, al menos lo que no tenían títulos nobiliarios. Al respecto precisa Pedro Fermín Cevallos:

"Los patriotas no habían dado un solo paso por subvertir el orden público: diremos más, no habían respirado ni cabía que respirasen bajo el ojo apasionadamente prevenido de Arredondo; y con todo, el 4 de diciembre, el presidente mandó prender a cuantos estaban comprendidos en ese pasado que ofreció olvidar. Fueron pues, aprehendidos y llevados al cuartel que hoy es el Colegio Nacional, los señores José Ascásubi, Pedro Montúfar, Salinas, Morales, Quiroga, Arenas, Juan Larrea, Vélez, Villalobos, Olea, Cajías, Melo, Vinuesa, Peña, los presbíteros Riofrío y Correa y otros menos notables hasta algo más de sesenta. El expresidente Montúfar logró escapar, como escaparon también otros, pero fueron perseguidos con tenacidad, y perseguidos principalmente por los americanos don Pedro y don Nicolás Calisto, don Francisco y don Antonio Aguirre, don Andrés Salvador, don Pedro y don Antonio Cevallos, Núñez, Tordecillas y otros de tan desleales compatriotas (...) El marqués de Selva Alegre, Ante y otros de los principales cabecillas lograron siempre salvarse.

Ruiz de Castilla decretó la pena de muerte para todos los que protegieran a los próceres, con este bando:

«En la ciudad de San Francisco de Quito a 4 de diciembre de 1809. El Excmo. señor conde Ruiz de Castilla, teniente general de estas provincias, etc., dijo: que habiéndose iniciado la circunstanciada y recomendable causa a los reos de Estado que fueron motores, auxiliadores y partidarios de la junta revolucionaria, levantada el día 10 de agosto del presente año, y siendo necesaria se proceda contra ellos con todo el rigor de las leyes que no exceptúan estado, clase ni fuero, mandaba que siempre que sepan de cualquiera de ellos los denuncien prontamente a este gobierno, bajo la pena de muerte a los que tal no lo hiciesen. A cuyo efecto y para que conste en el expediente, así lo proveyó etc. El conde Ruiz de Castilla.- Por S. E. Francisco Matute y Segura, escribano de S. M. y receptor»

El obispo de Quito, Cuero y Caicedo, un entusiasta de la independencia, denunció las irregularidades que la Audiencia y sus fiscales cometieron en todos los procesos ante el virrey de Santa Fe, sin éxito. En el proceso se recurrió a la tortura y la falsificación de documentos. El fiscal fue el propio Tomás de Arrechaga, nombrado pocos meses antes Protector de Indios de la Junta. El exmiembro del Senado quiteño pidió la pena de muerte para 46 personas y el destierro para 30 más. 
Ruiz de Castilla, como presidente de la Real Audiencia, debía dictar sentencia. Pero tras varias tribulaciones no lo hizo y se limitó a enviar el expediente de dos mil páginas al virrey de Santa Fe de Bogotá. Víctor Félix de San Miguel, un funcionario de la Audiencia, escoltado por soldados, partió la madrugada del 27 de junio de 1810 a Bogotá con el expediente. Según Pedro Fermín Cevallos, el expediente sobrevivió a la revuelta bogotana del 20 de julio de 1810 y se conserva en un archivo público de Colombia. 
Para aquel entonces, ya se sabía que estaba viajando hacia Quito Carlos Montúfar, quien había sido nombrado en España comisionado regio de Quito, y que probablemente absolvería a los patriotas enjuiciados. No obstante, la tensión aumentaba entre las tropas coloniales y los quiteños.

## Motín del 2 de agosto de 1810

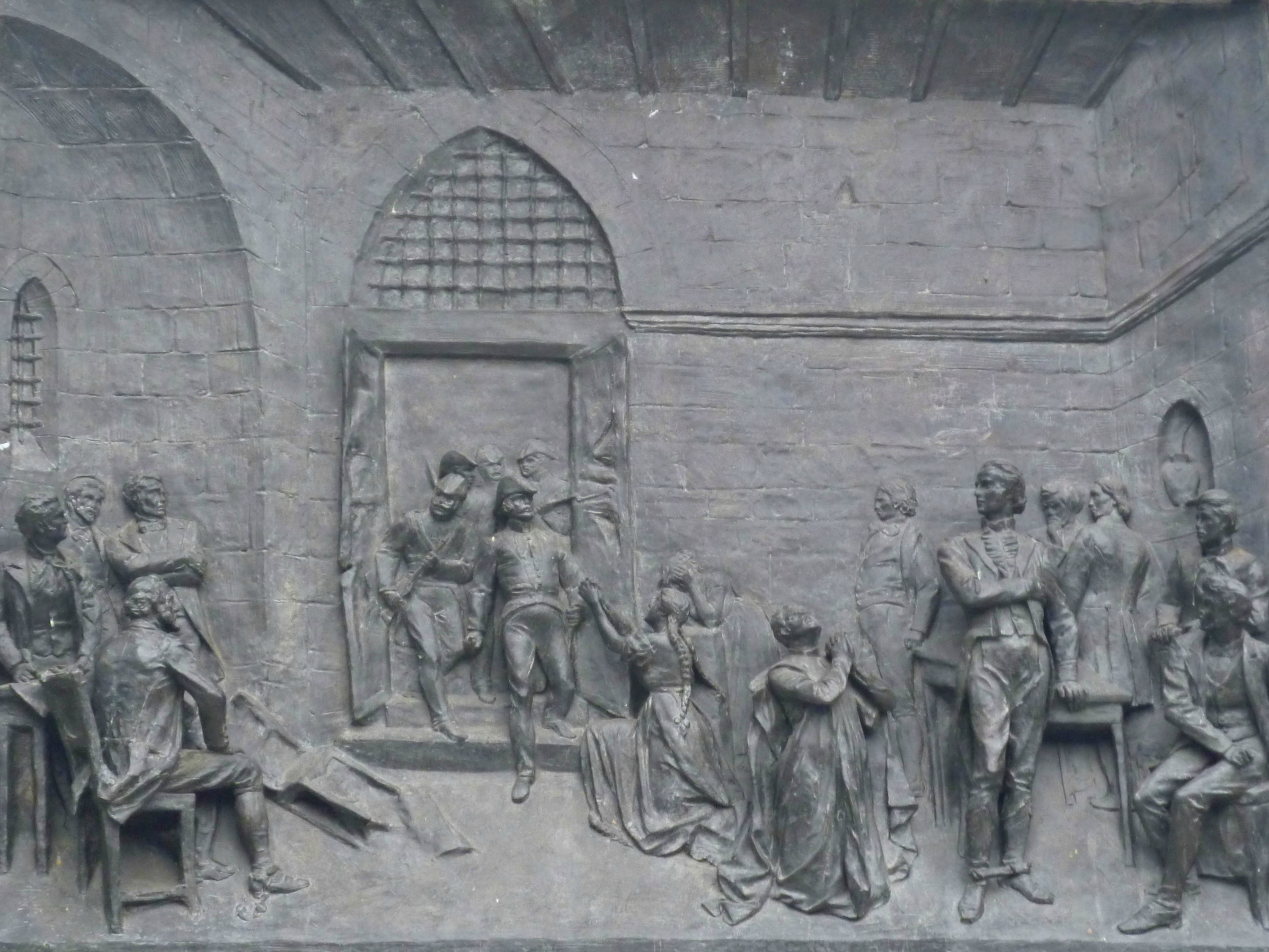
Relieve sobre los acontecimientos del 2 de agosto de 1810, parte del Monumento a la Independencia.

El motín del 2 de agosto de 1810 fue una revuelta ciudadana de la ciudad de Quito (Ecuador) en la que un grupo de patriotas asaltaron el Real Cuartel de Lima (de Quito) con la intención de liberar a los próceres que habían participado el año anterior en la Primera Junta de Gobierno Autónoma de Quito, y que habían sido acusados de crímenes de lesa majestad y para los cuales el fiscal pedía pena de muerte.
El pueblo quiteño asaltó dos cuarteles y una cárcel, pero las autoridades realistas respondieron ejecutando a los presos. Luego, la lucha se extendió a las calles de la ciudad. Entre 200 y 300 personas, el uno por ciento de la población de entonces, perdió la vida en la refriega. El saqueo de las tropas realistas produjo pérdidas valoradas entre 200 y 500 mil pesos de la época. La matanza, ordenada por el gobernador realista, Manuel Ruiz Urriés de Castilla y Pujadas, I conde de Ruiz de Castilla, como represalia, tuvo amplia repercusión en toda la América Hispana, como un acto de barbarie y justificación de la "Guerra a Muerte" decretada por el libertador Simón Bolívar.
Los realistas de Quito y la Audiencia vieron con malos ojos la anunciada llegada del comisionado regio Carlos Montúfar. Por ello, enviaron prontamente a Bogotá el juicio en contra de los patriotas, esperando de vuelta las sentencias de muerte dictadas por el virrey. La persecución de todos los implicados, de todas las clases sociales, fue implacable:

"El marqués de Miraflores murió de pesar, recluso en su propia casa, y cuando el gobierno traslució la muerte, mandó colocar una escolta cerca del cadáver y la conservó hasta que fue enterrado, pues presumió que se trataba de una evasión bajo el amparo de la mortaja de los muertos (...) El ensanche y tenacidad de esta persecución alarmó sobremanera los ánimos de todas las clases de la sociedad, y fueron centenares los que se ocultaron o huyeron buscando seguridad. Los víveres, en consecuencia, comenzaron a escasear hasta el término de comprarse la fanega de maíz en diez pesos, la de trigo en cuarenta y así lo demás; y las tropas que habían llegado, arrimadas a la protección de Arredondo, pusieron a rienda suelta su mala propensión e inmoralidades. Ruiz de Castilla mismo, dominado por el imperio de Arredondo, se dejaba llevar por este como un niño."

La tensión entre los quiteños y los realistas iba en aumento. Empezaron a correr rumores de asesinato de los presos y del propio comisionado regio, quien aún no arribaba a Quito: 

"Voces repetidas, bien que vagas, decían que los españoles protestaban no admitir al comisionado Montúfar sino hecho cadáver porque era bonapartista y traidor, que se mataría a los presos antes que él tuviera tiempo de ponerlos en libertad: que todos los hijos de Quito eran unos rebeldes e insurgentes, y otras especies de este orden, envueltas y confundidas entre la certeza, la falsedad y la exageración."

Un capitán de apellido Barrantes amenazó con ejecutar a los presos si las turbas intentaban asaltar la cárcel, rumor que empezó a correr a fines de julio y principios de agosto. Entonces, grupos de vecinos empezaron a trazar el plan para liberar a los presos. Se atacarían dos cuarteles: el Real de Lima y el de Santa Fe, que actualmente forman el Centro Cultural Metropolitano de Quito, y una casa cercana denominada El Presidio, donde estaban presos los hombres del pueblo llano.

### Intento de liberación de los reclusos

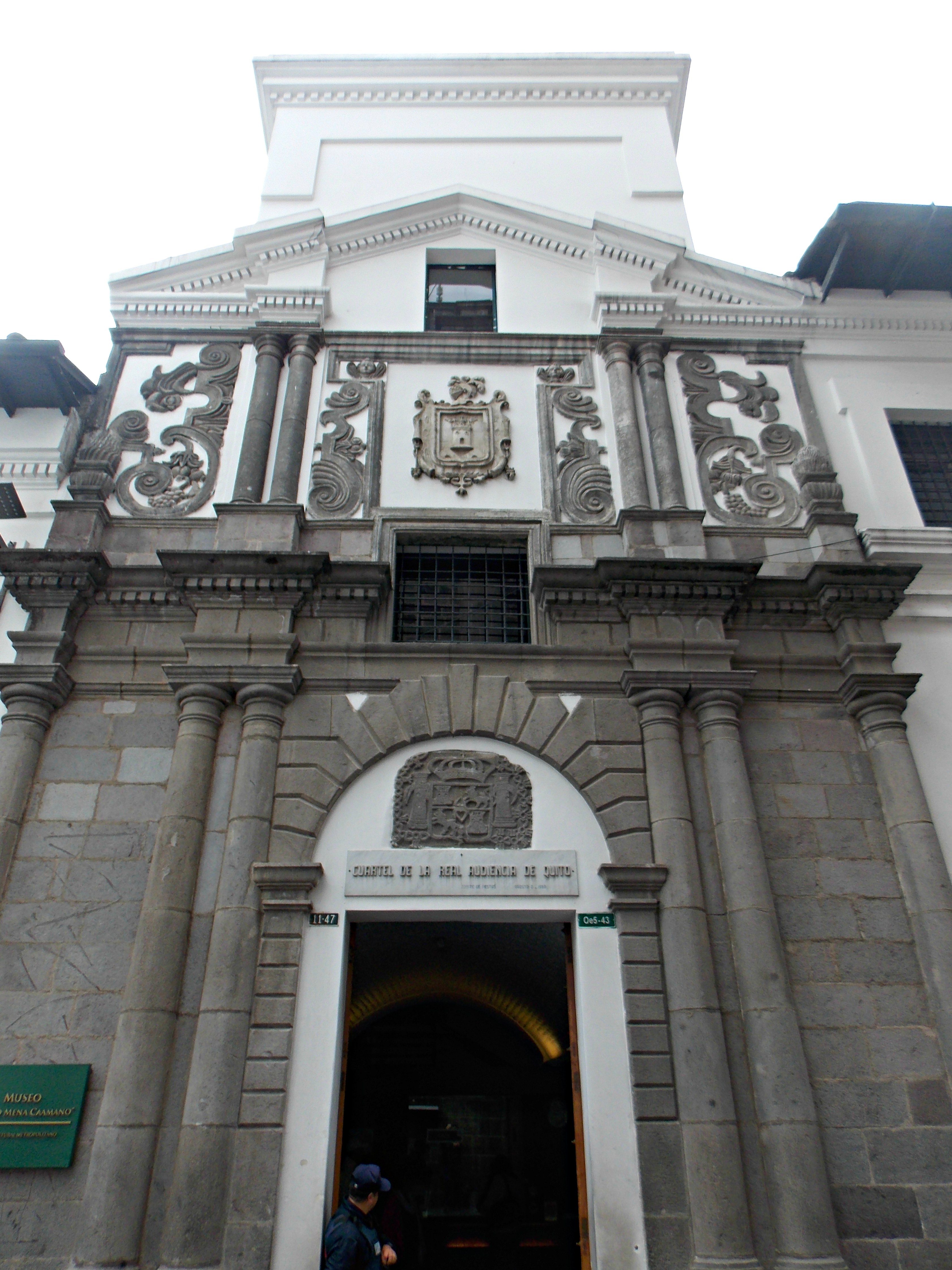
Cuartel Real de Lima (actual Museo Alberto Mena Caamaño), lugar en el que sucedieron los hechos.

Llegó entonces el jueves 2 de agosto de 1810. Ese día, poco antes de las dos de la tarde las campanas de la Catedral tocaron a rebato. Era la señal convenida para que los conspiradores, que paseaban discretamente por la Plaza Mayor, y los atrios de la Catedral y el Sagrario, entraran en acción. Se estima que no menos de tres mil soldados tenía el Ejército colonial, a los que pensaba enfrentarse un puñado de patriotas. 
El primer ataque fue contra el presidio, según destaca Pedro Fermín Cevallos:

Llegados el día y hora en que los conspiradores acababan de fijarse, suenan las campanas de alarma, y los llamados Pereira, Silva y Rodríguez, capitaneados por José Jerés, embisten contra el presidio, matan al centinela de una puñalada, hieren al oficial de servicio, dispersan a la guardia y se apoderan de sus armas. Como en esta cárcel había sólo una escolta de seis hombres con el oficial y cabo respectivos, logran fácilmente libertar a los presos, se visten, en junta de seis de estos, de los uniformes que encuentran a mano, y salen hechos soldados y con armas, con dirección a los cuarteles en auxilio de sus compañeros, a quienes suponían combatiendo todavía, conforme a los arreglos concertados. Los demás de los presos huyeron la mayor parte, y cinco de ellos, dándolas de honrados, se quedaron en el presidio para recibir poco después una muerte inmerecida.

El segundo ataque fue contra el Cuartel Real de Lima, en la actual calle Espejo:

Al mismo tañido de las campanas, quince minutos antes de la hora dada, Landáburo a la cabeza, y los dos hermanos Pazmiños, Godoy, Albán, Mideros, Mosquera y Morales, armados de puñales, fuerzan y vencen la guardia del real de Lima, y quedan dueños del cuartel. Hácense de las armas de esta, y amedrentando a los soldados que encuentran dispersos por los corredores bajos y patio, se van a hilo a los calabozos para libertar a los presos que, a juicio de ellos, era lo más necesario y urgente para el buen éxito de su arrojo.

El capitán realista Galup, al advertir el asalto, grita "fuego a los presos" y desenvaina la espada para atacar. Cae, sin embargo, luchando valerosamente atravesado por una bayoneta. En el primer momento, y tomados por sorpresa, los por lo menos 500 soldados de la guardia (del batallón de Pardos y Morenos de Lima) no ofrecieron demasiada resistencia; pero después reaccionaron y disparando un cañón hicieron fuego sobre los asaltantes. 
Mientras esto ocurría, el tercer grupo, que debía atacar el cuartel de Santa Fe, no lo hizo. Esto dio tiempo a los militares neogranadinos de reaccionar. El combate empezó a generalizarse en las calles. El oficial realista Villaespesa cae muerto, por lo que el comandante de los neogranadinos, Angulo, se hizo presente en su cuartel y tomó el mando de la situación.
Al llegar Angulo y no ser atacados, los soldados neogranadinos usan uno de sus cañones para volar la pared que separaba su cuartel del Real de Lima, en donde se suman a la lucha. Los ocho quiteños que atacaron el cuartel fueron tomados por sorpresa; dos de ellos, Mideros y Godoy, cayeron muertos al intentar escapar. Angulo mandó cerrar la puerta del cuartel y empezaron las ejecuciones. 
Al observar esto, la gente que había liberado a los detenidos en el Presidio intentó atacar el cuartel, pero desde el vecino Palacio Real y las ventanas del cuartel empezaron a llover las balas realistas, dispersando a los sublevados. En el interior, los soldados empezaron a cumplir su amenaza de ejecutar a los presos. Contrariamente a la creencia popular de que los mataron en los sótanos del Cuartel -reforzada por la instalación de un museo de cera en el siglo XX-, la mayor parte fueron ejecutados en los pisos altos y solamente uno de los presos del sótano murió. Inclusive, quienes estaban en las catacumbas lograron alcanzar las alcantarillas y la quebrada bajo el edificio y lograron huir por ellas. 
Particular horror tuvo la ejecución del prócer Manuel Quiroga, asesinado frente a sus hijas, que habían ido a visitarlo:

Las hijas de Quiroga, llevadas por desgracia a visitar a su padre en tan funesto día, presencian con el corazón palpitante las escenas sangrientas de que ellas mismas han escapado de milagro, sin que les tocara una sola bala de cuantas llovían sobre sus cabezas. Pasado ese primer instinto de terror que, en circunstancias semejantes, se concentra enteramente en el individuo, les sobreviene la memoria de su padre a quien desean salvar. Se dirigen al oficial de guardia, y le ruegan fervorosa y humildemente que le salve la vida, y sorprendido este de que aun estuviera vivo un enemigo de tanta suposición, se acompaña del cadete Jaramillo y entra en el rincón en que yacía Quiroga oculto: «Decid, le gritan, "¡Vivan los limeños!"». Quiroga responde ¡Viva la religión! Jaramillo, en réplica le descarga el primer sablazo, y luego los soldados otros y otros, hasta que cae muerto a las plantas de sus hijas.
Pedro Fermín Cevallos

La forma en la que el joven sublevado Mariano Castillo se salvó de la masacre, haciéndose pasar por muerto, fue muy comentada:

Mariano Castillo, joven de gallardo parecer, valiente y de lucido entendimiento, había sido sólo herido de una bala en las espaldas, y mientras cuenta con que va a morir a bayonetazos, como murieron otros, aventura ocurrir a un arbitrio que puede salvarle. Desgarra sus vestidos, los ensucia con la sangre que está arrojando su cuerpo y se tiende como uno de tantos cadáveres. Los soldados que andan rebuscando a los que pudieran estar ocultos, y que pasan punzando los cadáveres con las bayonetas, punzan también a Castillo una y otra vez, y castillo recibe impasible y yerto diez puntazos sin dar la menor señal de vida. Por la noche, cuando estaba ya velándose en San Agustín entre los cadáveres recogidos por los religiosos de este convento, se dejó conocer como vivo, y los reverendos se lo llevaron con entusiasmo a una celda muy segura. Castillo salvó así, después de tres o cuatro meses que duró la curación de sus heridas.
Pedro Fermín Cevallos

Pero los principales líderes no tuvieron la suerte del joven Castillo. Según Pedro Fermín Cevallos, los más conocidos próceres ejecutados fueron:

El coronel Salinas, Morales, Quiroga, Arenas, tío de (Vicente) Rocafuerte, el que llegó a regir su patria como presidente de la República, el presbítero Riofrío, el teniente coronel don Francisco Javier Ascásubi, los de igual graduación don Nicolás Aguilera y don Antonio Peña, el capitán don José Vinuesa, el teniente don Juan Larrea y Guerrero, el alférez don Manuel Cajías, el gobernador de Canelos don Mariano Villalobos, el escribano don Anastasio Olea, don Vicente Melo, uno de apellido Tovar y una esclava de Quiroga que estaba encinta; fueron las víctimas impíamente sacrificadas en el cuartel el 2 de agosto.
Pedro Fermín Cevallos

Hubo, sin embargo, otros próceres que se salvaron de la muerte por otros medios:

Don Pedro Montúfar, don Nicolás Vélez, el presbítero Castelo, don Manuel Angulo y el joven Castillo, de quien hablamos, fueron los únicos presos que, de los que ocupaban los calabozos altos, lograron escapar. Montúfar se hallaba muy enfermo, y había conseguido a grandes esfuerzos salir del cuartel tres días antes del funesto día: Vélez se había fingido loco al remate, y con tanta naturalidad que, burlando la inspección y examen de los facultativos, tuvo que ser arrojado a empujones del cuartel como intolerable demente; Castelo y Angulo consiguieron fugar en junta de los asaltadores al cuartel, porque probablemente no estuvieron aherrojados como los otros presos, o estuvieron ya desengrillados. De los que ocupaban los calabozos bajos sólo fue asesinado don Vicente Melo: los demás escaparon, bien uniéndose a Landáburo y los Pazmiños, bien huyendo por los agujeros que caían a la quebrada que atraviesa bajo el cuartel.
Perdro Fermín Cevallos

### La matanza en las calles de Quito

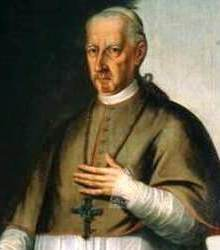
José de Cuero y Caicedo, Obispo de Quito y pacificador de la matanza.

Consumada la ejecución de los patriotas, las tropas coloniales empezaron a disparar contra el pueblo que se encontraba afuera del cuartel y en las calles cercanas. Algunos de los conjurados respondieron con fuego de fusiles y escopetas. El combate empezó en la actual calle García Moreno. Los sublevados disparaban contra las fuerzas coloniales, hasta que fueron obligados a retroceder hacia la actual calle Rocafuerte, donde se encuentra el Arco de la Reina y el Museo de la Ciudad (antiguo hospital San Juan de Dios).
Los soldados realistas subieron al Arco y desde ahí cogieron en dos fuegos a los quiteños, frente a la Iglesia de la Compañía. Los quiteños se dispersaron, dirigiéndose a los barrios de San Blas, San Roque y San Sebastián. Un testigo presencial, citado por Cevallos, dice:

«Uno de los presos que salieron del presidio, dice el doctor Caicedo, se colocó en el pretil de la Catedral, y desde allí arrolló a los mulatos (las tropas de Lima), hasta que acabados los cartuchos le acertaron un balazo. Quedó caído y medio muerto, y fueron a rematarle con las culatas de los fusiles, como lo verificaron. Lo mismo hicieron con una india que estaba en la plaza (de la Independencia), con un covachero y con un músico que iba para el (monasterio de el) Carmen de la nueva fundación. Todo esta pasó por mi vista».

El testigo continúa su descripción del combate, en donde quiteños desarmados se enfrentaron a los soldados realistas, que tenían la orden de disparar a quien encontraran en la calle:

En la calle del marqués de Solanda (actual calle Venezuela) desarmaron cuatro mozos a seis fusileros que llevaban sus arcabuces cargados y armados de bayonetas; pero allí mismo murió un pordiosero. En la calle del Correo tres solos paisanos hicieron huir a una patrulla, la desafiaron y silbaron; pero allí mismo abalearon a un indefenso, a quien remataron porque quedó medio vivo, haciendo pasar la caballería por encima una y otra vez. Por la calle de la Platería corrieron los mulatos que guardaban el presidio; pero allí mismo dieron un balazo a un músico, y porque no murió del todo le destaparon los sesos con las culatas de los fusiles. En la calle de Sanbuenaventura hicieron fuego los santafereños; pero allí murió uno que hizo frente, a manos de un mozo desarmado, quitándole el fusil y pasándole con la bayoneta. ¡Oh, si pudiera yo referir los prodigios de valor que se vieron en esa época: gente que sólo con cuchillos se esforzó a libertar a su patria del yugo de la tiranía...! Bastará reflexionar acerca de un pasaje asombroso y original. Luego que escampó algo la tempestad entró en la plaza mayor un mozo desarmado, a quien sin duda llevó la curiosidad al mayor peligro. Tiró por la esquina de la grada larga de la catedral, cuando reparó a un limeño que le apuntaba. Se paró el mozo, y al ver la acción de rastrillar, se agachó y evitó el golpe. En la contingencia de ser muerto por la espalda o por delante, por su indefensión, eligió el segundo extremo y, mientras se cargaba por segunda vez el fusil, avanzó hacia el soldado. Distaría unos veinte pasos cuando se le apuntó de nuevo. Volvió a pararse y gritó de este modo: Apunta bien, zambo, porque si yerras otra vez, te mato. El susto o la borrachera del tirador, o sea la viveza del mozo, lo escapó de este segundo riesgo; pero no pasó el tercero, pues como un halcón se echó sobre él, lo cogió de los cabezones y lo estrelló contra el pretil, dejando en las piedras regados los sesos. A vista de esto lo envistió una patrulla, pero él encontró la vida en la velocidad de su carrera.

Hasta algunas mujeres quiteñas se sumaron a la lucha, como refleja este testimonio:

Pasó una patrulla armada hacia el puente de la Merced, y la vieron unas pocas mujeres que no pasaban de seis. Se encargaron de la empresa de perseguirla y asesinarla, y con sólo piedras lograron ponerla en fuga vergonzosa. No fue el privilegio del sexo el que obró esta maravilla, puesto que ya habían muerto a algunas en las calles, y en su balcón a una señora, Monje de apellido.

Pero la orden de Ruiz de Castilla, en su criminal afán, iba más a allá del simple saqueo: había dispuesto incendiar la ciudad como castigo. Otro español, el oidor de la Real Audiencia Tenorio, se opuso a la criminal orden. Pero los soldados cumplieron con el resto de la disposición, que consistía en:

Salieron todos los soldados en patrulla por todas las calles, matando a fuego y acero a cuantos encontraban en el camino, a cuantos veían en los balcones y cuantos se paraban en las tiendas y zaguanes, como si todos fueran gallinazos, tórtolas o perros; no escapándose de este rigor niños ni mujeres, de los cuales se sabe que fueron hasta trece y de las mujeres tres.

A la matanza, las tropas realistas se sumaron al saqueo. Precisan los testigos presenciales, en testimonios conservados por Cevallos:

No paró en esto sólo, sino que los facinerosos hicieron de una vía dos mandados, y fue que con mandamiento entraron en las casas que más noticias tenían de acaudaladas, y saquearon cuantos doblones, moneda blanca, alhajas, plata labrada y ropas encontraron. Entre varas, la de don Luis Cifuentes, al que le quitaron más de siete mil pesos en doblones, cincuenta y siete mil en dinero blanco... No contentos con robarse lo dicho, despedazaron muchos espejos de cuerpo entero, arañas de cristal y relojes de mucho aprecio, saliendo con los baúles a la calle que hace esquina de San Agustín (Venezuela y Chile actualmente) a repartirse entre ellos todo lo que habían saqueado; de modo que no tenían otra medida para su división que la copa de un sombrero, por lo que toca a dinero, y lo demás a lo que más podía cada uno. Por la noche rompieron muchísimas puertas de tienda, y cobachuelas del comercio y las dejaron en esqueleto, y prosiguen aún hasta hoy haciendo muchísimas extorsiones, hiriendo y lastimando a los que procuran defensa.

Sobre la cantidad de víctimas, se estima que alcanzaron entre 200 y 300, aproximadamente el 1% de la población de la ciudad. Parreño, en sus Casos raros acaecidos en esta capital dice: 

Luego que la tropa de Lima hizo este asesinato, (el de los presos del cuartel), salió por todas las calles matando a cuantos se encontraban en ellas, sin distinguir personas, calidad ni edad, pues no se escaparon ni los niños tiernos. Hecha esta inhumana matanza, que pasan de doscientos los que se han podido enumerar, y no llegaron a más porque procuraron huir unos y esconderse otros. Salió la tropa a son de caja, y robó las casas más ricas, tiendas de mercancías, vinos y mistelas; luego las pulperías y estancos, rompiendo las puertas a pulsos y con las armas, sin haber magistrado que lo impida, porque miraron con indiferencia que se hagan los asesinatos y robos cometidos con nombre de saqueo. Se asegura que pasaron de doscientos mil pesos, pues sólo de la casa de don Luis Cifuentes se sacaron entalegados entre doblones y dinero ochenta y cinco mil pesos, fuera de muchas alhajas de oro, plata y piedras preciosas.

Los realistas reportaron no menos de 200 soldados desaparecidos,  así como haber disparado por lo menos 20 mil tiros de fusil sus tropas. Anunciaron oficialmente que los muertos del pueblo fueron solo 80, contando con los presos. El saqueo se estimó en por lo menos medio millón de pesos. La intervención del obispo José Cuero y Caicedo contribuyó a detener los enfrentamientos y pacificar la ciudad. Con una procesión improvisada, el obispo paseó por las calles, en aras de detener la refriega. Luego, se apersonó en Palacio para negociar con Ruiz de Castilla y sus soldados:

El digno prelado de la diócesis, testigo de los excesos cometidos en la ciudad, lastimado de las desgracias de su rebaño y teniendo, como segura una nueva lucha, si no adoptaba el gobierno un temperamento conciliador, se presentó en el palacio y ayudado del provisor señor Caicedo y del orador don Miguel Antonio Rodríguez, eclesiástico muy distinguido por su elocuencia ofreció calmar las agitaciones de los pueblos, siempre que los gobernantes se resolvieran a hacerles algunas concesiones. El presidente, las oidores, los jefes militares y más altos empleados meditaron debidamente y discutieron con serenidad acerca de las providencias que convenía dictarse, y celebrada la junta que convocó el primero, se dio el acuerdo de 4 de agosto, que se publicó el día siguiente. A juzgarse por el contenido de sus artículos, el gobierno recibió la ley que le impuso la revolución, y Quito, aunque vencido, sostuvo sus derechos y quedaron abatidos los vencedores.

### Repercusión de la matanza en la América hispana
La matanza del 2 de agosto de 1810, tuvo repercusión continental. Así en Caracas: 

El 22 de octubre de 1810, en Caracas, cuando llegaron las noticias, se produjo un motín, al mando de José Félix Ribas, pidiendo la expulsión de los españoles. Se celebraron solemnes honras fúnebres por los patriotas quiteños fallecidos, y los poetas Sata y Bussy, García de Sena y Vicente Salías les dedicaron sentidos versos; los ritos fúnebres fueron oficiados en la iglesia de Altamira, y se costearon por suscripción popular; en un catafalco se puso esta leyenda: "Para apiadar al Altísimo irritado por los crímenes cometidos en Quito contra la inocencia americana ofrecen este holocausto el gobierno y el pueblo de Caracas.

En Bogotá, Francisco José de Caldas protestó por los hechos en su periódico “Diario Político”. Caldas conocía bien el Ecuador pues lo había recorrido en varias expediciones científicas.  Para el bogotano Miguel Pombo Quito fue "el pueblo que primero levantó su cabeza para reclamar su libertad". 

Los cuarteles fueron abiertos para recibir voluntarios y pronto se llenaron de jóvenes que querían vengar la matanza de Quito. La Suprema Junta Gubernativa dirigió una exhortación patriótica al pueblo de Bogotá, expresó su solidaridad al Cabildo de Quito y amenazó con represalias al Conde Ruiz de Castilla. Fueron varios los periódicos de la época que se refirieron a esta tragedia.

Una de las justificaciones de la "Guerra a Muerte declarada por Bolívar contra España en Valencia, el 20 de septiembre de 1813, fue la criminal matanza de civiles desarmados en Quito ordenada por Ruiz de Castilla: 

En los muros sangrientos de Quito fue donde España, la primera, despedazó los derechos de la naturaleza y de las naciones. Desde aquel momento del año 1810, en que corrió sangre de los Quiroga, Salinas, etc., nos armaron con la espada de las represalias para vengar aquéllas sobre todos los españoles...

Para el Libertador, los acontecimientos que se dieron en Quito, fueron el preludio de las atrocidades que en toda la Nueva Granada y Venezuela cometerían los comandantes realistas, como Toribio Montes y José Tomás Boves, a los que Bolívar respondería con la declaratoria de "guerra a muerte", que implicaba la ejecución de civiles realistas como represalia: "españoles y canarios, contad con la muerte aún si sois indiferentes", declaró Bolívar. Es evidente que, a la imagen de España, los libertadores eran traidores al Rey, y así se les trató.

## Segunda Junta de Gobierno (1810-1811)

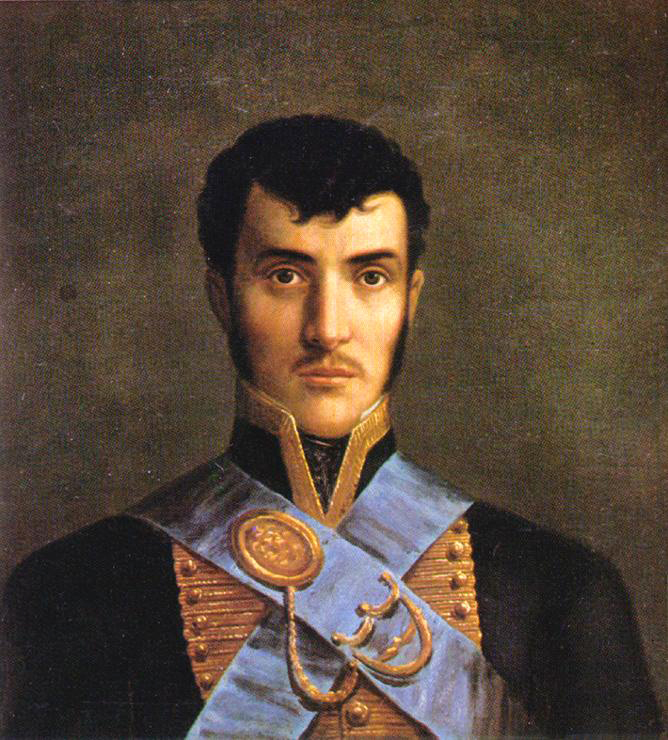
Crnel. Carlos de Montúfar y Larrea.

Tras una travesía de cuatro meses desde España, el 9 de septiembre de 1810 entró en Quito el coronel Carlos de Montúfar, que había sido enviado por la Junta Suprema Central en calidad de Comisionado Regio, y fue recibido con honores por el conde Ruiz de Castilla pero con algo de recelo por el resto de autoridades españolas, que veían descontentas el hecho por tratarse del hijo de quien había presidido la Junta de Gobierno (tachada de independentista) en 1809.
Las tropas peruanas de Arredondo dejaron Quito tras la llegada del Comisionado, pero fueron reemplazadas por otras enviadas desde Panamá y comandadas por Juan Alderete. Tan pronto arribó, el joven Montúfar decidió convocar una nueva junta, esta se denominaría Junta de Gobierno, y se trataría de un triunvirado formado por Ruiz de Castilla, el obispo de Quito Cuero y Caicedo y el propio Carlos Montúfar. Inmediatamente se eligieron representantes tomando en cuenta a los tres estamentos, como en Francia: el clero, la nobleza y el pueblo llano, escogidos estos últimos por el método de electores.
El 22 de septiembre, los representantes electos designaron como vicepresidente de la Junta a Juan Pío Montúfar, II Marqués de Selva Alegre y padre del Comisionado Regio. Esto no fue bien visto por las autoridades españolas y por algunos nobles, que presenciaban como la familia Montúfar alcanzaba un poder cada vez mayor.

### Renuencia de Guayaquil
Cuando Carlos Montúfar quiso visitar las gobernaciones de Guayaquil y Cuenca, estas no le quisieron recibir. Para aquel momento Guayaquil se había declarado separada de la Audiencia de Quito y el Virreinato de Nueva Granada, ligándose al del Perú, por lo que el virrey Abascal le escribió una misiva que rezaba: «(...) desconociéndole como Comisionado del Rey, pues no he recibido ninguna comunicación al respecto. Y aún en el supuesto de que fuere tal Comisionado no se puede extender demasiado las facultades que se la ha concedido, hasta el extremo de dictar leyes y organizar Juntas que turban la paz y tranquilidad de estos pueblos».
Para ejercer la misión a él encomendada por España, y conocer con certeza la posición del pueblo guayaquileño, Carlos Montúfar envía una carta dirigida al Ayuntamiento de esa ciudad el 20 de septiembre; en la misma explicaba que en ejercicio de su cargo de Comisionado del Consejo de Regencia para la Real Audiencia de Quito, ha determinado pasar a la ciudad portuaria. El Ayuntamiento del puerto, en sesión celebrada el 28 de septiembre con presencia de Francisco Gil, Vicente Rocafuerte y Francisco Javier Paredes, responde: «(...) respecto de esta Provincia, está quieta y tranquila, sin necesidad de otras reformas y disposiciones que las que ha tomado el excelentísimo señor Virrey del Perú (...) y respecto de que este Cabildo no puede hacer nada que no sea conforme a lo que el referido excelentísimo señor tenga bien en disponer en este asunto, detenga su viaje».
Murió así toda esperanza de que Guayaquil se una al plan trazado por el coronel Montúfar. De igual manera recibió respuestas negativas del Ayuntamiento de Cuenca; quedando relegada la Junta a los territorios de Quito, Ibarra, Esmeraldas, Riobamba, Latacunga, Otavalo, Ambato y Guaranda.

## Estado de Quito

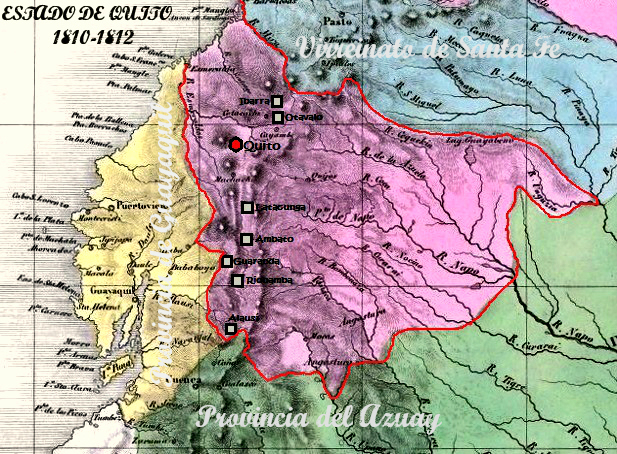
Mapa del Estado de Quito (1811-1812).

Para el 9 de octubre la Segunda Junta de Gobierno, volvió a declarar que no obedecería al virrey de la Nueva Granada, y reivindicó los valores del 10 de agosto de 1809. Apenas dos días después, el 11 de octubre de 1811, Quito proclamó su independencia total de España. Ruiz de Castilla fue obligado a renunciar a la presidencia de la Junta, siendo sustituido por el obispo Cuero y Caicedo, quien firmaba sus decretos de esta manera: «"Joseph, por la gracia de Dios, Obispo y por la voluntad de los pueblos Presidente del Estado de Quito"».
El 15 de febrero de 1812 se promulgó la primera Constitución ecuatoriana: la Constitución del Estado de Quito, que establecía una República con división de poderes. Este fue el primer Estado independiente y soberano proclamado en el territorio del actual Ecuador y ejerció jurisdicción sobre la Sierra central y norte, así como sobre el litoral de Esmeraldas.

### Congreso Constituyente

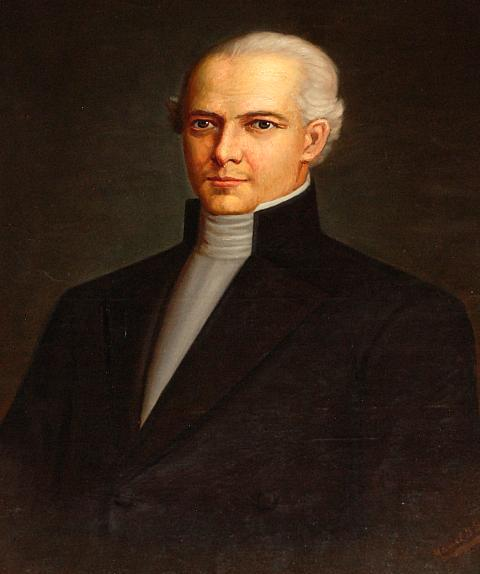
Dr. Antonio Ante, diputado por la ciudad de Guaranda.

El acta de instalación del Congreso Constituyente del Estado de Quito fue suscrita el 11 de octubre de 1811 en el Palacio Real, se repartieron los cargos dentro del nuevo Gobierno y se procedió a redactar la Constitución.
Se presentaron tres ensayos de carta constitucional, todos redactados por miembros ilustrados del clero que participaban como Diputados. Uno del canónigo penitenciario Manuel José Guizado y Palazuelos, diputado por el corregimiento de Otavalo, y del cual se desconoce el texto. El segundo fue elaborado por el canónigo Calixto Miranda Suárez de Figueroa, diputado por la ciudad de Ibarra y maestrescuela de su Catedral, mismo que Alfredo Ponce Ribadeneira publicó en 1960 en su obra "Quito: 1809-1812". Un tercero fue presentado por el presbítero Miguel Antonio Rodríguez, profesor de filosofía, quien participaba como vocal y diputado por la parroquia de San Blas, y que finalmente se adoptó.
La Constitución quiteña fue publicada el 15 de febrero de 1812 en el Palacio Real, y constituye la primera carta política de Ecuador, cuya originalidad corre a la par con la dialéctica conceptual de los fundadores: la élite quiteña, que en el preámbulo del documento articuló una visión compleja, inusual e interesante de los fundamentos de la nueva autoridad, es decir, de la legitimidad del mando republicano que iba a sustituir al dominio colonial.
Este estatuto consagraba una forma de gobierno popular y representativa, cuya autoridad máxima sería un Supremo Congreso de Diputados formado por representantes de las Provincias libres, en el que debía radicar la representación nacional y la autoridad soberana del Estado. Para la administración del país, este Supremo Congreso debía nombrar a la autoridad gubernamental, que estaría dividida en poderes ejecutivo, legislativo y judicial. Uno de los principales argumentos para la identificación clara de la declaratoria de independencia puede ser encontrado en el artículo 2 del documento, en donde se especifica que el nuevo Estado es independiente de otros similares y sus gobiernos, llamando a una integración de otros pueblos de la América colonial.

### Batallas y caída del Estado de Quito
Para defender la soberanía de la nación, los quiteños organizaron las milicias en diferentes frentes, librando batallas contra las tropas españolas aún con los pocos recursos que tenían a la mano. Entusiasmado con el triunfo obtenido sobre las tropas de Arredondo en la Batalla de Chimbo, el coronel Carlos de Montúfar se preparó para enfrentar al general Toribio Montes, que había sido enviado desde Lima para acabar con el Estado de Quito y convertirse en Presidente de la Real Audiencia. En su avance, Montes había tomado la ciudad de Cuenca el 25 de junio, capturando allí a 90 personas y 17 cañones.
El 2 de septiembre de 1812 los quiteños comandados por Ramón Chiriboga, fueron derrotados en la Batalla de Mocha por las tropas de Toribio Montes, lo que permitió a los españoles recuperar las ciudades de Ambato y Latacunga y el avance hacia Quito. El 7 de noviembre, las fuerzas de Toribio Montes sitiaron la ciudad y los quiteños resistieron en la Batalla de El Panecillo, una colina ubicada al centro mismo de la urbe; sin embargo, los realistas tomaron la ciudad al día siguiente. Por temor a la barbarie, buena parte de la población abandonó la capital hacia el norte, buscando refugio en la ciudad de Ibarra, donde los restos del Ejército patriota fueron finalmente derrotados en la Batalla de Ibarra, el 1 de diciembre de 1812.
El Gobierno colonial se restableció en la ciudad capital, violentamente pacificada por los españoles al mando del mariscal Melchor de Aymerich, que se convirtió además en el nuevo presidente de la Real Audiencia hasta 1822. Finalmente, la Presidencia de Quito consiguió escindirse de la metrópoli española en la Batalla de Pichincha del 24 de mayo de 1822, gracias al triunfo de las fuerzas combinadas de la Gran Colombia, el Perú, las Provincias Unidas del Río de la Plata y elementos locales como la Provincia Libre de Guayaquil, comandadas por el entonces general Antonio José de Sucre, lugarteniente de Simón Bolívar.

## Trascendencia

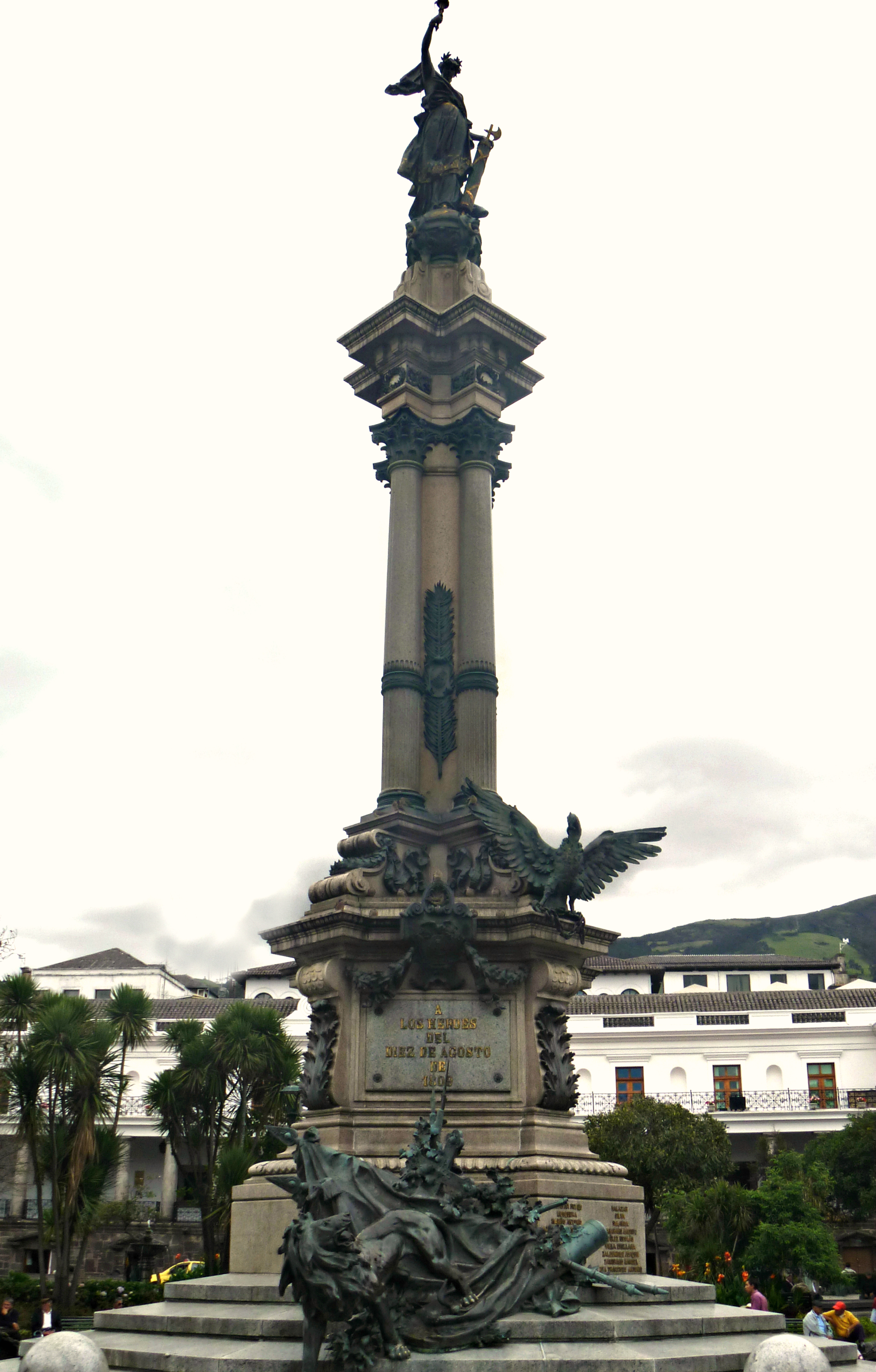
Monumento a los Héroes del 10 de agosto de 1809, en la Plaza Grande de Quito DM.

Los sucesos del Diez de agosto y la posterior matanza ordenada por Ruiz de Castilla al año siguiente tuvieron amplia repercusión en la América Hispana, en donde los movimientos libertarios estaban ya extendidos. Los otros gobernadores españoles de la región tomaron medidas para detener la expansión de la noticia de lo ocurrido en Quito, por ejemplo Vicente Emparán, capitán general de Venezuela,  prohibió con pena de muerte la circulación de impresos procedentes de Quito.
El Santo Oficio de la Inquisición con sede en Santa Fe de Bogotá, promulgó un decreto el 24 de diciembre de 1809, excomulgando a quienes tuviesen o leyesen proclamas, cartas o papeles de Quito, lo que pone en evidencia el temor que ocasionó en la capital de la Nueva Granada la noticia de la Revolución de Quito. La precaución, en todo caso, fue inútil, pues los bogotanos también se sublevaron contra las autoridades coloniales el 20 de julio de 1810, encabezados por criollos que siguieron con interés los sucesos quiteños. 
Algunos de los patriotas que vivieron el Diez de agosto participaron en la formación de la Junta de Santiago de Chile el 18 de septiembre de 1810, como fue el caso de Camilo Henríquez. El pueblo chileno reconoció tiempo después el aporte, colocando en el faro de Valparaíso una placa en la que reconoce a Quito como "luz de América". En Turicato, Michoacán (México), un grupo de vecinos se reunió para “platicar y conocer las cosas de Quito”, y contribuyó luego con la revuelta del cura Miguel Hidalgo y Costilla, prócer de la independencia mexicana. 
No solo la Junta Soberana, sino la posterior matanza del 2 de agosto de 1810, tuvieron repercusión continental. Así,

"El 22 de Octubre de 1810, en Caracas, cuando llegaron las noticias, se produjo un motín, al mando de José Félix Ribas, pidiendo la expulsión de los españoles. Se celebraron solemnes honras fúnebres por los patriotas quiteños fallecidos, y los poetas Sata y Bussy, García de Sena y Vicente Salías les dedicaron sentidos versos; los ritos fúnebres fueron oficiados en la iglesia de Altamira, y se costearon por suscripción popular; en un catafalco se puso esta leyenda: "Para apiadar al Altísimo irritado por los crímenes cometidos en Quito contra la inocencia americana ofrecen este holocausto el gobierno y el pueblo de Caracas"(...)"

En Bogotá, Francisco José de Caldas protestó por los hechos en su periódico “Diario Político”. Mientras que para Miguel Pombo, Quito fue "el pueblo que primero levantó su cabeza para reclamar su libertad":

"Los cuarteles fueron abiertos para recibir voluntarios y pronto se llenaron de jóvenes que querían vengar la matanza de Quito. La Suprema Junta Gubernativa dirigió una exhortación patriótica al pueblo de Bogotá, expresó su solidaridad al Cabildo de Quito y amenazó con represalias al Conde Ruiz de Castilla. Fueron varios los periódicos de la época que se refirieron a esta tragedia."

Para el Libertador, la criminal represión que se dio en Quito, fue el preludio de las atrocidades que en toda la Nueva Granada y Venezuela cometerían los comandantes coloniales españoles, como Toribio Montes y José Tomás Boves, a los que Bolívar respondería con la declaratoria de "Guerra a Muerte" el 20 de septiembre de 1813, que implicaba la ejecución de civiles españoles como represalia: "españoles y canarios, contad con la muerte aún si sois indiferentes", declaró Bolívar, que añadió:

"En los muros sangrientos de Quito fue donde España, la primera, despedazó los derechos de la naturaleza y de las naciones. Desde aquel momento del año 1810, en que corrió sangre de los Quiroga, Salinas, etc., nos armaron con la espada de las represalias para vengar aquéllas sobre todos los españoles...".

En contraste con los procesos independentistas de otras ciudades ecuatorianas, en donde prácticamente no hubo derramamiento de sangre y se contó con el respaldo de fuerzas militares de otros países de la región, ya para entonces fuertemente armadas, disciplinadas y preparadas y con apoyo de la Gran Bretaña, el Diez de agosto y la guerra del Estado de Quito produjeron enormes pérdidas materiales y humanas para las principales ciudades de la Sierra ecuatoriana, que se enfrentaron solas a las tropas de los virreyes de Lima y Bogotá.
La política española de exterminar a los patriotas quiteños privó al Ecuador de sus élites más preparadas, por lo que al proclamarse la República en 1830, el país quedó en manos del militar extranjero Juan José Flores y varios de sus compatriotas. Recién en la siguiente generación, aparecerán figuras nacionales propias como García Moreno y Alfaro, sin olvidar al patriota guayaquileño Vicente Rocafuerte, quien salió por los fueros de la ecuatorianidad frente al militarismo extranjero conocido también como "Dominación Floreana". 
Durante el siglo XIX, la República del Ecuador recordó el Diez de agosto como su fecha fundacional. El presidente Gabriel García Moreno estableció en el Código Militar promulgado en su segunda administración, hacia 1870, que cada aniversario "del primer grito de independencia que se dio en la capital de la República" se debía disparar una salva de cañón en honor de los próceres desde la cima de El Panecillo. 
Al adoptarse el Himno Nacional de Ecuador, escrito por Juan León Mera en 1865, se oficializó la estrofa que recuerda el Diez y el Dos de agosto:

"Los primeros, los hijos del suelo/
Que, soberbio, el Pichincha decora/
Te aclamaron por siempre Señora/
y vertieron su sangre por ti/
Dios miró y aceptó el holocausto/
y esa sangre fue germen fecundo/
de otros héroes que atónito el mundo/
vio en tu torno a millares surgir."

En 1906, en el primer centenario del Diez de agosto, el presidente Eloy Alfaro inauguró un monumento a los Héroes del Diez de agosto, en el centro de la Plaza Grande, conocido como Monumento a la Independencia. La columna conmemorativa está rematada con una estatua de la libertad, a cuyos pies un león derrotado por un cóndor entre cadenas rotas representa a la Patria liberada de la dominación colonial. El monumento destaca también el Acta del Diez de agosto y los nombres de los próceres en relieves de bronce.